# Cirrochroa tyche
Cirrochroa tyche, chiamata anche yeoman comune, è una specie di farfalla della famiglia delle Nymphalidae che si trova nelle aree boschive dell'Asia meridionale tropicale e del sud-est asiatico.
Le ali dello yeoman comune sono arancione con margine distale nero sul lato superiore. Ci sono macchie post-discali nere sull'ala posteriore. Entrambe le ali hanno una fascia trasversale bianco-argenteo.

## Sottospecie
- C. t. tyche (Filippine centrali e meridionali)
- C. t. anjira Moore, 1877 (Andamani)
- C. t. aurica Eliot, 1978 (Pulau Aur, Pulau Tioman, Pulau Permanggil)
- C. t. laudabilis Fruhstorfer, 1900 (Palawan, Dumaran)
- C. t. lesseta Fruhstorfer, 1912 (Cina meridionale, Hainan e forse Hong Kong)
- C. t. mithila Moore, 1872 (Assam in Indocina e Yunnan meridionale)
- C. t. rotundata Butler, 1879 (Birmania meridionale)
- C. t. thilina Fruhstorfer, 1905 (Borneo)